# جاناتان ریس میرز
جاناتان مایکل فرانسیس اُکیفی (به انگلیسی: Jonathan Michael Francis O'Keeffe) (زادهٔ ۲۷ ژوئیهٔ ۱۹۷۷) یک هنرپیشه و مدل ایرلندی است.
جاناتان ریس مایرز برای بازی در فیلم‌های مایکل کولینز اسکندر (فیلم) امتیاز نهایی ماموریت غیرممکن ۳ دوازدهمین مرد به شهرت رسیده‌است، وی برای بازی در سریال الویس در نقش الویس پرسلی برنده جایزه گلدن گلوب و کاندیدای امی شده از دیگر نقش‌های معروف او می‌توان به نقش هنری هشتم در سریال تودورها که دو نامزدی گلدن گلوب به همراه داشت همچنین بازی در نقش دراکولا در سریال دراکولا و اسقف هگموند در فصل پنج سریال تاریخی وایکینگ‌ها اشاره کرد.

## زندگی شخصی
او در سال‌های اخیر به‌دلیل الکلیسم مشکلات بسیاری داشته‌است.

## گزیده آثار
فهرست برخی از فیلم‌هایی که جاناتان ریس میرز در آنها به ایفای نقش پرداخته‌است:

### فیلم‌ها
- مایکل کولینز (۱۹۹۶)
- سامسون و دلیله (۱۹۹۶)
- سازنده (۱۹۹۷)
- دروغ‌گفتن در آمریکا (۱۹۹۷)
- معدن طلای مخملی (۱۹۹۸)
- قبیله (۱۹۹۸)
- سواری با اهریمن (۱۹۹۹)
- تیتوس (۱۹۹۹)
- ملت پروزاک (۲۰۰۱)
- گیسوکمند (۲۰۰۱)
- مثل بکام کات‌دار بزن (۲۰۰۲)
- اکتان (۲۰۰۳)
- ونیتی فر (۲۰۰۴)
- اسکندر (۲۰۰۴)
- امتیاز نهایی (۲۰۰۵)
- مأموریت: غیرممکن ۳ (۲۰۰۶)
- آگوست راش (۲۰۰۷)
- فرزندان هوانگشی (۲۰۰۸)
- پناهگاه (۲۰۱۰)
- از پاریس با عشق (۲۰۱۰)
- آلبرت نابز (۲۰۱۱)
- ابزارهای مرگبار: شهر استخوان‌ها (۲۰۱۳)
- یکی دیگر از من (۲۰۱۳)
- استون‌وال (۲۰۱۵)
- پوشش دمشق (۲۰۱۷)
- پروانه سیاه (۲۰۱۷)
- دوازدهمین مرد (۲۰۱۷)
- سرزمین‌های مقدس (۲۰۱۷)
- بیداری (۲۰۱۹)
- لبه جهان (۲۰۲۱)
- پرنسس یاکوزا (۲۰۲۱)
- شب‌های آمریکایی (۲۰۲۱)
- قایم موشک (۲۰۲۱)
- همسایه خوب (۲۰۲۲)
- مثل زن (۲۰۲۲)
- ۹۷ دقیقه (۲۰۲۳)

#### سریال‌ها
- تودورها (۲۰۱۰–۲۰۰۷)
- دراکولا (۲۰۱۲–۲۰۱۳)
- ریشه‌ها (۲۰۱۶)
- وایکینگ‌ها (۲۰۲۰-۲۰۱۷)

## جوایز
برنده گلدن گلوب بهترین بازیگر مرد مینی‌سریال یا فیلم تلویزیونی برای سریال الویس
برنده جایزه ستلایت بهترین بازیگر مرد مینی سریال یا فیلم تلویزیونی برای سریال الویس
برنده جایزه شوپارد بهترین بازیگر نو ظهور به همراه کلی رایلی
کاندیدای گلدن گلوب بهترین بازیگر مرد مجموعه درام تلویزیونی برای سریال تودورها
کاندیدای گلدن گلوب بهترین بازیگر مرد مجموعه درام تلویزیونی برای سریال تودورها
کاندیدای امی بهترین بازیگر مرد در فیلم تلویزیونی، یا مجموعه کوتاه برای سریال الویس
کاندیدای جایزه برگزیده مردم بهترین بازیگر مرد مجموعه تلوزیونی برای سریال دراکولا